# Ruben Zackhras

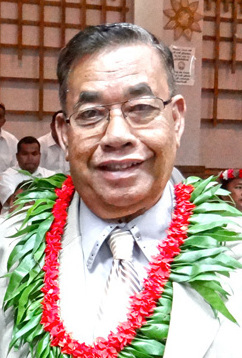
Ruben Zackhras, 2013

Ruben Zackhras (* 4. Dezember 1947 auf dem Ailinglaplap-Atoll; † 1. Januar 2019 in Hawaii) war vom 21. Oktober bis 2. November 2009 kommissarischer Präsident der Marshallinseln. Zackhras war unter Präsident Amata Kabua Gesundheitsminister der Marshallinseln und war auch Mitglied des Kabinetts von Litokwa Tomeing.
Zackhras war Mitglied der United People’s Party (UPP). Nach einem Misstrauensvotum gegen Litokwa Tomeing wurde er zum Parlamentspräsidenten bis zur Wahl eines Nachfolgers mit zum amtierenden Präsidenten ernannt. Am 26. Oktober 2009 wurde Jurelang Zedkaia zum Präsidenten der Marshallinseln gewählt und am 2. November vereidigt.